# 索斯诺夫卡农村居民点 (伏尔加格勒州)
索斯诺夫卡农村居民点（俄语：Сосновское сельское поселение）是俄罗斯联邦伏尔加格勒州鲁德尼亚区所属的一个农村居民点。其下辖有1个居民点，行政中心为索斯诺夫卡。据2016年统计，该农村居民点的人口为517人。